# Haplochromis nubilus
Haplochromis nubilus é uma espécie de peixe da família Cichlidae.
É endémica do Quénia.
Os seus habitats naturais são: rios, lagos de água doce e marismas de água doce.